# キング・コング・ソング (ABBAの曲)
「キング・コング・ソング」（原題：King Kong Song、発売当時の邦題:「キングコングの歌」）は、スウェーデンの音楽グループABBA（アバ）が1977年にリリースしたシングル。

## 概要
元々は1974年に発売した2枚目のスタジオ・アルバム『恋のウォータールー』に収録されていた楽曲であった。1977年、映画『キング・コング』のリメイク版の発表と合わせる形で一部の国でシングル・カットされた。
ローリング・ストーンが選ぶ「最も素晴らしいABBAの曲」のランキングでは17位に選ばれた。